# Kaplaneikirche Niederthai

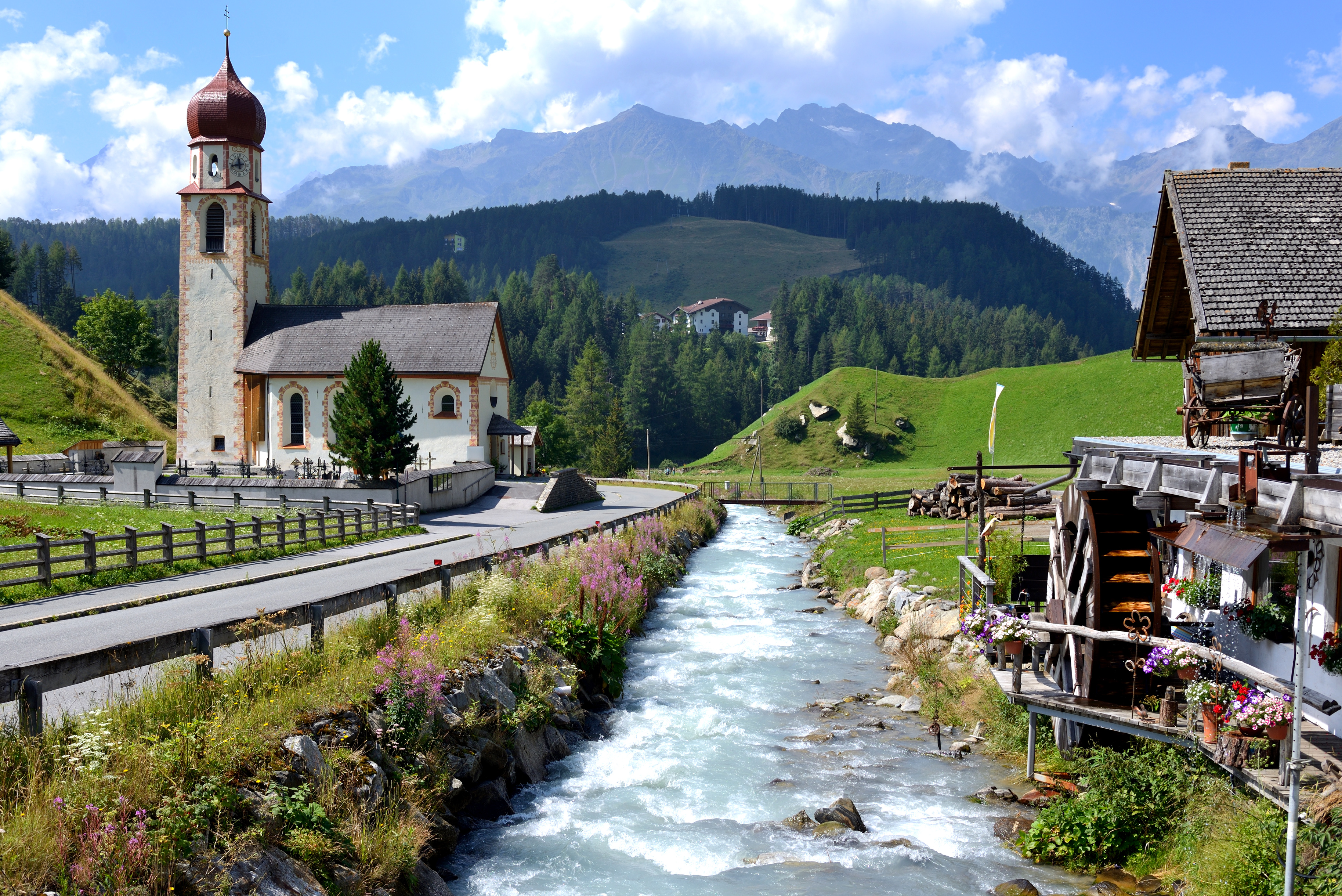
Katholische Kaplaneikirche hl. Antonius in Niederthai

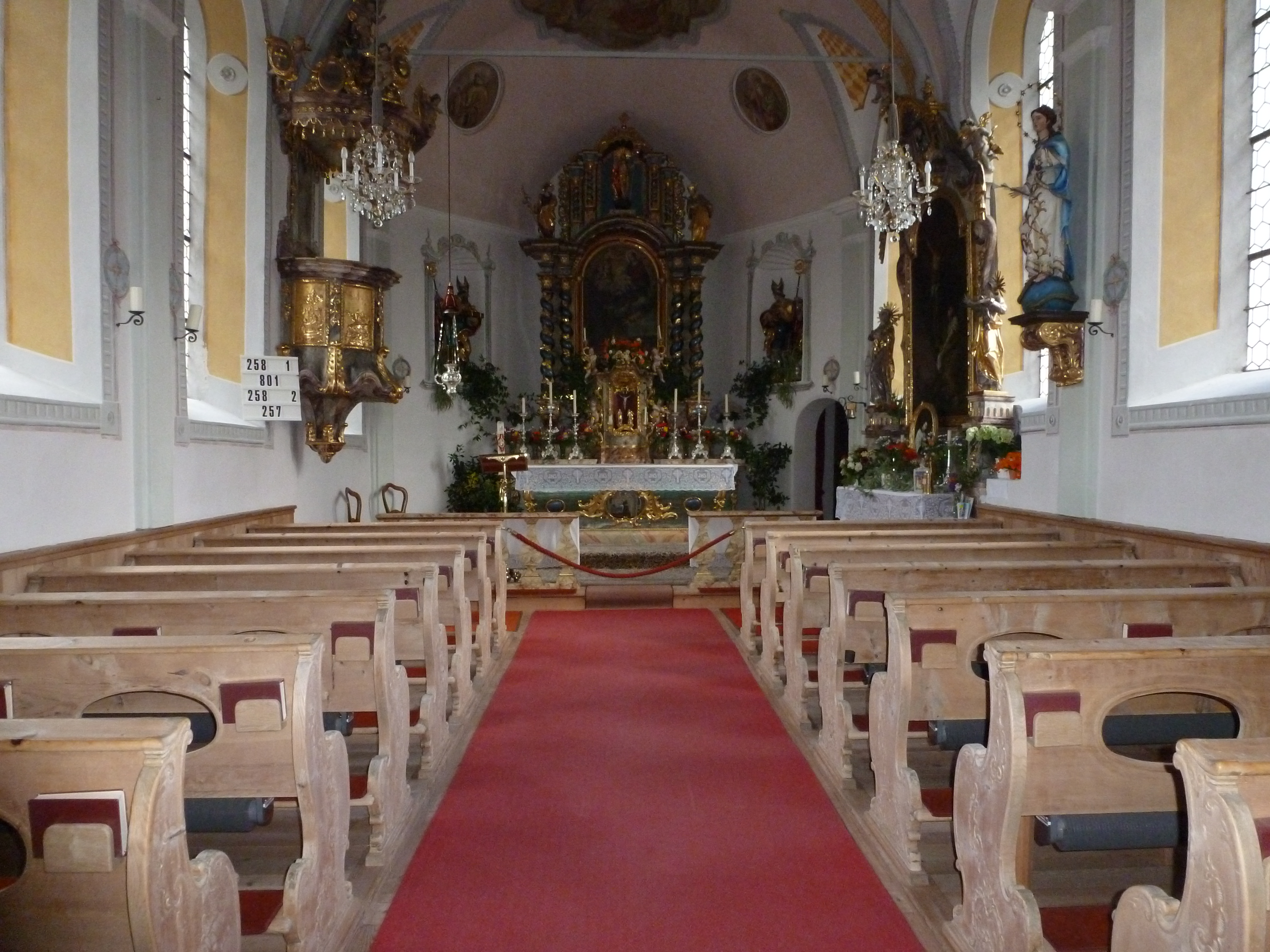
Langhaus, Blick zum Chor

Die Kaplaneikirche Niederthai steht in Niederthai in der Gemeinde Umhausen im Ötztal im Bundesland Tirol. Die auf den heiligen Antonius von Padua geweihte römisch-katholische Kaplaneikirche gehört zum Dekanat Silz in der Diözese Innsbruck. Die Kirche und der Friedhof stehen unter Denkmalschutz (Listeneintrag).

## Geschichte
Die Kirche wurde laut Inschrift 1682 erbaut und 1698 geweiht. 1965 gab es eine Restaurierung.

## Architektur
Der barocke Saalbau mit einem Chor mit einem Dreiseitschluss ist auf drei Seiten von einem Friedhof umgeben. Der am Chorhaupt angestellte Turm hat einen Achteckaufsatz und trägt einen Zwiebelhelm. Die Fenster der Kirche sind rundbogig, an der Eingangsseite gibt es ein Kreisfenster.
Das Kircheninnere zeigt sich als vierjochiges Langhaus mit einem durch einen Gurtbogen abgesetzten Chor unter Stichkappentonnengewölben auf einer Pilastergliederung. Die Gewölbegrate sind mit Stuckrippen als Blattstab betont. Die tiefe Empore zeigt Stuckdekor aus der Bauzeit. Die Malerei in Stuckmedaillons sind von Franz Xaver Pizzinini, einem einheimischen Künstler. Sie stammen aus den Jahren 1944 und 1965. 

## Ausstattung
Der Hochaltar aus dem Ende des 17. Jahrhunderts zeigt das Altarbild hl. Antonius von Padua vor der Madonna und trägt die Statuen Martin und Nikolaus aus der ersten Hälfte des 18. Jahrhunderts. Der Tabernakel aus dem dritten Viertel des 18. Jahrhunderts ruht auf einem Antependium mit barockem Schnitzwerk und dem Relief hl. Antonius.
Der Seitenaltar aus dem späten 18. Jahrhundert zeigt das Altarbild Kruzifix und die Statuen Maria und Johannes.
Die Kanzel ist aus dem späten 18. Jahrhundert.